# Chloropteryx fontana
Chloropteryx fontana är en fjärilsart som beskrevs av Louis Beethoven Prout 1935. Chloropteryx fontana ingår i släktet Chloropteryx och familjen mätare. Inga underarter finns listade i Catalogue of Life.